# جوناثان كو
جوناثان كو (بالإنجليزية: Jonathan Coe)‏ هو كاتب للأطفال وكاتب بريطاني، ولد في 19 أغسطس 1961 في برمنغهام في المملكة المتحدة.

## وصلات خارجية
- جوناثان كو على موقع IMDb (الإنجليزية)
- جوناثان كو على موقع مونزينجر (الألمانية)
- جوناثان كو على موقع ميوزك برينز (الإنجليزية)
- جوناثان كو على موقع إن إن دي بي (الإنجليزية)
- جوناثان كو على موقع ديسكوغز (الإنجليزية)
- جوناثان كو على موقع قاعدة بيانات الفيلم (الإنجليزية)